# Gustave Debersé
Gustave Emile Debersé (Jemappes, 15 augustus 1874 - 17 juni 1947) was een Belgisch volksvertegenwoordiger, senator en burgemeester.

## Levensloop
De Bersé was landbouwer van beroep.
In 1907 werd hij verkozen tot gemeenteraadslid van Jemappes, was burgemeester van 1908 tot 1921 en schepen van 1923 tot 1927. Van 1925 tot 1929 was hij ook nog provincieraadslid.
Van 1929 tot 1946 was hij bijna bestendig lid van het Parlement:
- van 1929 tot 1932 was hij katholiek volksvertegenwoordiger voor het arrondissement Bergen,
- van 1934 tot 1936 was hij provinciaal senator,
- van 1936 tot 1946 was hij opnieuw volksvertegenwoordiger voor het arrondissement Bergen.

Hij was lid van de Algemene Vergadering van het Katholiek Verbond van België, als afgevaardigde van het arrondissementsverbond Bergen.
Hij was voorzitter van de Société Philharmonique La Cecilia, in Jemappes.